# Полівка європейська
Полівка «європейська» (Microtus arvalis sensu stricto) — вид гризунів (Rodentia) роду полівок (Microtus) родини щурові (Arvicolidae), представник групи видів-двійників з надвиду «полівка звичайна».

## Систематичні взаємини
Вид є представником групи видів-двійників звичайної полівки, колишнього політипного виду, який полідено на декілька морфологічно подібних видів завдяки систематичним ревізіям із застосуванням каріологічних даних.
На відіну від суміжних видів цієї групи, у Microtus arvalis s. str. каріотип складений 46 хромосомами переважно мета- і субметацентричної морфології (тільки 4 пари дрібних хромосом є акроцентриками), 2n=46, NF=84. У аловиду Microtus obscurus (полівка алтайська) 2n=46, NF=72 (10 пар дрібних акроцентриків). У широко симпатричного з обома цими видами Microtus levis (полівка лучна) 2n=54, NF=56 (за винятком 1 пари найдрібніших хромосом, всі пари — акроцентричні).

## Поширення

Контури ареалів аловидів 46-хромосомних Microtus arvalis (ліворуч) та M. obscurus (праворуч)

Вид поширений по більшій частині Європи (вкл. Балкани), на схід — до лінії Одеса — Кременчук — Курськ — Володимир. Аловид полівки алтайської (Microtus obscurus), з якої формує вузьку зону контакту на рівнинах північної частини Східної Європи (Володимирська обл. РФ) і, можливо, на південь до Білгородської і суміжних областей. В зонах контакту припускається обмежена гібридизація між ними.

## Вид у фауні України

Ареал Microtus arvalis s. str. — 46-хромосомного виду-двійника групи полівка звичайна на фоні ареалів її видів-двійників (за Загороднюк, 2005)

Вид широко поширений у фауні України. Його ареал займає переважно правобережний лісостеп, проте зустрічається також на більшій частині правобережжя і на півночі (Чернігівське Полісся) лівобережжя.
На більшій частині України вид поширений переважно в агроценозах, переважно на посівах бобових, злакових, а також нивах з різноманітними коренеплодами (морква, буряк, картопля). У природних умовах зустрічається значно рідше. Належить до високо шкодочинних гризунів в сільськогосподарських угіддях.
Для боротьби з цим видом раніше використовували розкидування протруєного зерна та обробку аміачною водою.